# Cheile Turzii (sit SCI)
Cheile Turzii este o arie protejată (arie specială de conservare — SAC, sit de importanță comunitară — SCI) din România, desemnată în scopul protejării biodiversității și menținerii într-o stare de conservare favorabilă a florei spontane și faunei sălbatice, precum și a habitatelor naturale de interes comunitar aflate în arealul zonei de protecție. Aceasta se întinde pe o suprafață de 326,4 ha, integral pe uscat.

## Localizare
Situl se întinde pe teritoriile administrative ale comunelor Mihai Viteazu, Petreștii de Jos și Săndulești și Tureni din județul Cluj. Centrul sitului Cheile Turzii este situat la coordonatele 46°33′45″N 23°40′41″E / 46.562369°N 23.677928°E.

## Înființare
Arealul Cheile Turzii a fost declarat sit de importanță comunitară (ROSCI0035) în decembrie 2007 pentru a proteja 3 specii de animale. Situl a fost protejat și ca arie specială de conservare în iunie 2022. Acesta include rezervația naturală Cheile Turzii.

## Biodiversitate
Situată în ecoregiunea continentală din bazinului hidrografic superior al râului Hășdate, aria protejată conține 12 habitate naturale: Pajiști rupicole calcaroase sau bazofile cu Alysso-Sedion albi, Pajiști panonice de stâncării (Stipo-festucetalia palentis), Pajiști uscate seminaturale și faciesuri de acoperire cu tufișuri pe substrat calcaros (situri importante pentru orhidee), Pajiști stepice subpanonice, Asociații de lizieră cu ierburi înalte hidrofile de la nivelul câmpiilor până la nivel montan și alpin, Grohotiș calcaros și de șisturi calcaroase ale etajelor montane până la cele alpine (Thlaspietea rotundifolii), Grohotișuri medioeuropene calcaroase ale etajelor montane, Pante stâncoase calcaroase cu vegetație chasmofitică, Păduri tip Luzulo-Fagetum, Păduri tip Asperulo-Fagetum, Păduri de pantă, grohotiș sau ravene cu Tilio-Acerion și Păduri aluviale cu Alnus glutinosa și Fraxinus excelsior (Alno-Padion, Alnion nicanae, Salicion albae).
La baza desemnării sitului se află 7 specii floristice și 21 faunistice protejate la nivel european sau aflate pe lista roșie a IUCN; astfel: .
- plante (7): mătăciune (Dracocephalum austriacum), ferulă (Ferula sadleriana), rățișoare (Iris aphylla subsp. hungarica), iris (Iris humilis subsp. arenaria), un ciulin din specia Klasea lycopifolia, capul șarpelui (Pontechium maculatum subsp. maculatum) și dedițelul (Pulsatilla patens);
- mamifere (5): liliac cu aripi lungi (Miniopterus schreibersii), liliac comun (Myotis myotis), liliacul mare cu potcoavă (Rhinolophus ferrumequinum), liliacul mediteranean cu potcoavă (Rhinolophus euryale), liliacul mic cu potcoavă (Rhinolophus hipposideros);
- amfibieni (2): buhaiul de baltă cu burtă galbenă (Bombina variegata), triton cu creastă (Triturus cristatus);
- pești (4): moioagă (Barbus petenyi), zvârlugă (Cobitis taenia Complex), boarță (Rhodeus amarus), porcușor de nisip (Romanogobio kesslerii);
- nevertebrate (10): albilița portocalie (Colias myrmidone), fluturele flitirar (Euphydryas maturna), fluturele de muștar (Leptidea morsei), fluturele purpuriu (Lycaena dispar), cosaș (Isophya stysi), cosașul transilvan (Pholidoptera transsylvanica), croitorul-marmorat (Pilemia tigrina), un melc din specia Vertigo moulinsiana, molia bărboasă (Glyphipterix loricatella) și un coleopter din specia Carabus hampei.[3]

Pe lângă speciile protejate aflate la baza desemnării sitului, pe teritoriul acestuia au mai fost identificate 79 specii din flora spontană și fauna sălbatică a României.